# Піскозмішувач

Обв'язування обладнання гирла свердловини для проведення ГРП
1 — агрегат 2АН-500; 2 — піскозмішувач ЗПА; 3 — автоцистерна 4ЦР;
4 — агрегат 3ЦА-400; 5 — ємність; 6 — змішуювальний пристрій АУ-5

Піскозмішувач, піскозмішувальне устаткування (рос. пескосмесительная установка (агрегат), пескосмеситель; англ. sand-oil blender,; нім. Sandmischer m) — самопересувне, автомобільне устатковання, призначене для транспортування піску, приготування піщанорідинної суміші і подавання її на вхід у насосні устатковання під час гідророзриву пласта, гідроперфорації у свердловинах.
Піскозмішувач змонтовано на шасі автомобіля, має бункер для піску, завантажувальні шнеки, змішувальну ємність з механічною мішалкою, пісковий насос і маніфольд.